# AEgir
AEgir (Epsilon Eridani b) – planeta pozasłoneczna, krążąca wokół niedalekiej gwiazdy Ran (ε Eri) w gwiazdozbiorze Erydanu. Jest to jeden z najbliższych Słońcu znanych pozasłonecznych układów planetarnych.

## Nazwa
Nazwa Epsilon Eridani b pochodzi od oznaczenia Bayera okrążanej gwiazdy. Nazwa własna planety, AEgir, została wyłoniona w publicznym konkursie. Pochodzi ona z mitologii nordyckiej, w której Ägir był olbrzymem, małżonkiem bogini toni morskiej Rán, od której wywodzi się nazwa własna okrążanej gwiazdy Epsilon Eridani. Zwycięskie nazwy zaproponowali uczniowie szkoły średniej w Mountainside (Stany Zjednoczone). Identyczne imię, ale zapisywane w formie Aegir, nosi także jeden z księżyców Saturna.

## Charakterystyka
Jest to gazowy olbrzym, krążący po orbicie w przerwie pomiędzy wewnętrznym a zewnętrznym pasem planetoid w układzie. Przez długi czas po odkryciu elementy orbitalne planety pozostawały niepewne. Jej orbita wydawała się wysoce ekscentryczna, o mimośrodzie około 0,7, co stało w sprzeczności z obecnością obserwowanego w podczerwieni wewnętrznego pasa planetoid. Planeta przecinająca ten obszar usunęłaby nie tylko pierwotny pył, ale i planetozymale, mogące być źródłem nowego pyłu. Jeżeli mimośród miałby niższą wartość, to planeta mogłaby krążyć całkowicie poza wewnętrznym pasem planetoid. Struktura pasów wokół gwiazdy sugeruje, że w układzie znajdują się jeszcze co najmniej dwie inne planety.
Trzydziestoletnie pomiary zmian prędkości radialnej gwiazdy pozwoliły wreszcie potwierdzić istnienie planety, a niewykrycie w obserwacjach w podczerwieni nałożyć ograniczenia na jej właściwości. Orbita Epsilon Eridani b jest bliska kołowej (e=0,07), planeta okrąża gwiazdę w czasie około 7 lat i 4 miesięcy. Jej okres orbitalny różni się od okresu aktywności magnetycznej gwiazdy (ok. 3 lat), co pozwala odróżnić te sygnały. Masa minimalna planety jest równa około 0,78 masy Jowisza, ale nachylenie orbity do kierunku obserwacji jest niepewne. Zewnętrzny pas materii wokół Ran jest nachylony pod kątem 34 ± 2° i planeta AEgir może orbitować w tej samej płaszczyźnie, chociaż niewykrycie jej w bezpośrednich obserwacjach wskazuje, że płaszczyzna orbity może być bliska kierunku obserwacji. Jeżeli planeta krąży w tej samej płaszczyźnie co dysk, jej masa jest wyższa, około 1,19 MJ.